# Nomisia fortis
Nomisia fortis är en spindelart som beskrevs av Raymond Comte de Dalmas 1921. Nomisia fortis ingår i släktet Nomisia och familjen plattbuksspindlar.
Artens utbredningsområde är Kanarieöarna. Inga underarter finns listade i Catalogue of Life.